# Opilio bidentatus
Opilio bidentatus is een hooiwagen uit de familie echte hooiwagens (Phalangiidae).